# Noddy Holder
Neville John "Noddy" Holder MBE - (15 de junio de 1946) es un músico y actor británico. Es reconocido por haber sido el cantante de la banda de glam rock Slade, una de las agrupaciones que más éxito cosecharon en el Reino Unido en los años 1970. Holder coescribió la mayoría de canciones de la banda junto al bajista Jim Lea.

## Slade
En 1966 el baterista Don Powell persuadió a Holder a unirse a la banda The 'NBetweens, grupo que incluía al guitarrista Dave Hill y al bajista Jim Lea. Juntos formaron la banda Ambrose Slade, que meses más tarde cambiaría su nombre a Slade, y que se convertiría en una de las agrupaciones de rock con mejores ventas en la historia del Reino Unido. Lea y Holder se convirtieron en un excelente dúo en la composición, escribiendo casi todo el material de la banda.

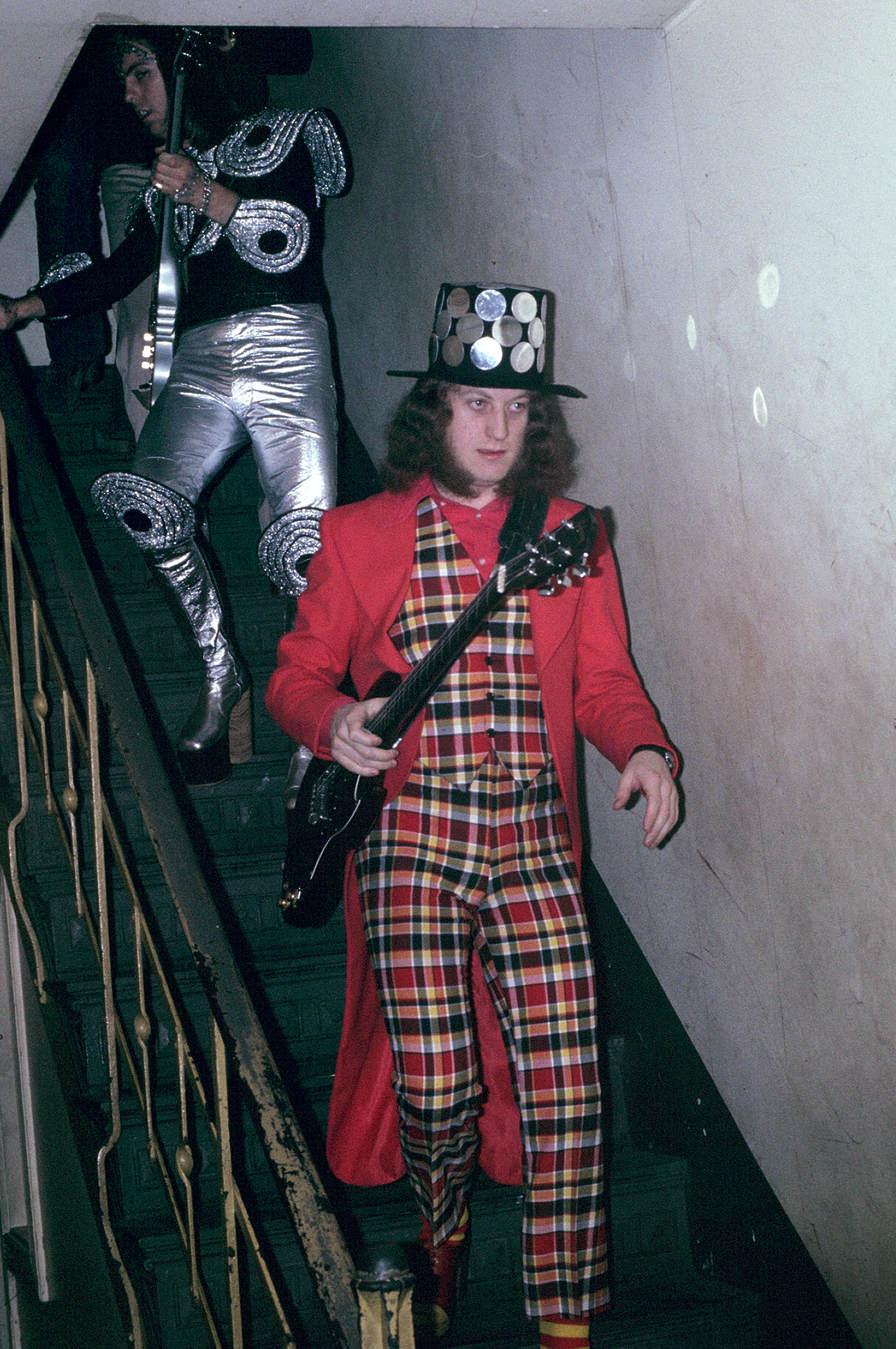
Holder en 1973 con Slade.

Slade son recordados particularmente por el sencillo "Merry Xmas Everybody", escrito por Holder y Lea. Holder grabó el sencillo con Slade en 1973, y la canción se convirtió en el sexto número uno de la banda en las listas de éxitos del Reino Unido.
Luego de 25 años con Slade, Holder abandonó la banda para dedicarse a otras actividades como la actuación, la televisión y la radio.

## Discografía

### Slade
- Beginnings (como Ambrose Slade, 1969)
- Play It Loud (1970)
- Slayed? (1972)
- Old New Borrowed and Blue (1974)
- Slade in Flame  (1974)
- Nobody's Fools (1976)
- Whatever Happened to Slade (1977)
- Return to Base (1979)
- We'll Bring the House Down (1981)
- Till Deaf Do Us Part (1981)
- The Amazing Kamikaze Syndrome (1983)
- Rogues Gallery (1985)
- Crackers - The Christmas Party Album (1985)
- You Boyz Make Big Noize (1987)